# 新光薬品 (岡山県)
新光薬品株式会社（しんこうやくひん）は、岡山県岡山市今村150に本社を置く医薬品の卸売を中心とする日本の企業であった。中外製薬系医薬品卸。地盤は岡山県。

## 概要
- 代表取締役社長　星加勇
- 資本金　300万円

## 沿革
- 昭和40年11月 中外製薬製品を卸す企業として設立
- 昭和43年10月 会社は解散し営業圏は新和薬品に譲渡

## 大株主
- 中外製薬66％

## 主な取引メーカー
- 中外製薬